# WDF World Cup
De WDF World Cup (of WDF-wereldbeker darts) is een dartstoernooi georganiseerd door de World Darts Federation.
Het toernooi geldt als het officiële wereldkampioenschap darts maar heeft minder aanzien dan het BDO World Darts Championship (voorheen Embassy) georganiseerd door de in 2020 opgeheven British Darts Organisation (BDO), dat gold als het officieuze wereldkampioenschap, en het PDC World Darts Championship georganiseerd door de Professional Darts Corporation (PDC), dat sinds de overstap van veel spelers van de BDO naar de PDC de sterkste bezetting heeft. Het toernooi wordt om de twee jaar gehouden. De heren spelen drie onderdelen. Individueel, dubbels en teams. De vrouwen spelen twee onderdelen. Individueel en dubbels. Elk land bestaat uit vier heren en vier vrouwen. Alleen bij de eerste editie in 1977 bestond het herenteam uit drie spelers. Sinds 2015 hebben de jeugdspelers ook een dubbeltoernooi. In 2015 gooide Wesley Harms de eerste 9-darter ooit op het wereldkampioenschap. In 2021 ging het toernooi niet door vanwege de coronapandemie.

## Nederlands heren team en overall klassering
| Jaar | Plaats       | Klassering                              | Team                                                                          |
| ---- | ------------ | --------------------------------------- | ----------------------------------------------------------------------------- |
| 1977 | Londen       | 14e                                     | Arthur Russell, Evert van Zanten, Hans Bronsgeest, Jilles Vermaat             |
| 1979 | Las Vegas    | 13e                                     | Alan Morley, Evert van Zanten, James Cox, Jilles Vermaat                      |
| 1981 | Nelson       | 9e                                      | Hildebrand de Jonge, Rinus Daniels, Malcolm Nolan, Patrick McGorrigan         |
| 1983 | Edinburgh    | 7e                                      | Ellis Elsevijf, Leo de Oude, Pieter Kessels, Rick Daniels                     |
| 1985 | Brisbane     | 18e                                     | Bert Vlaardingerbroek, Graeme Stoddart, Paul Hoogenboom, Ellis Elsevijf       |
| 1987 | Kopenhagen   | 21e                                     | Bert Vlaardingerbroek, Dick Pronk, Ellis Elsevijf, Ronald Wensveen            |
| 1989 | Toronto      | 9e                                      | Dirk-Jan Klaver, Jilles Vermaat, Ronald Wensveen, Roy Gokoel                  |
| 1991 | Zandvoort    | 11e                                     | Bert Vlaardingerbroek, Dirk-Jan Klaver, Jeroen Samuels, Raymond van Barneveld |
| 1993 | Las Vegas    | Brons                                   | Co Stompé, Jeroen Samuels, Raymond van Barneveld, Roland Scholten             |
| 1995 | Bazel        | 15e                                     | Bert Vlaardingerbroek, Jeroen Samuels, Raymond van Barneveld, Roland Scholten |
| 1997 | Perth        | Brons                                   | Co Stompé, Hessel Stok, Raymond van Barneveld, Roland Scholten                |
| 1999 | Durban       | Brons                                   | Bert Vlaardingerbroek, Co Stompé, Frans Harmsen, Raymond van Barneveld        |
| 2001 | Kuala Lumpur | 4e                                      | Co Stompé, Marco Tak, Vincent van der Voort, Raymond van Barneveld            |
| 2003 | Épinal       | Zilver                                  | Raymond van Barneveld, Vincent van der Voort, Co Stompé, Albertino Essers     |
| 2005 | Perth        | Goud                                    | Raymond van Barneveld, Vincent van der Voort, Dick van Dijk, Niels de Ruiter  |
| 2007 | Rosmalen     | Goud                                    | Co Stompé, Mario Robbe, Niels de Ruiter, Joey ten Berge                       |
| 2009 | Charlotte    | Goud                                    | Frans Harmsen, Joey ten Berge, Willy van de Wiel, Daniel Brouwer              |
| 2011 | Castlebar    | 10e                                     | Jan Dekker, Joey ten Berge, Ron Meulenkamp, Salmon Renyaan                    |
| 2013 | St. John's   | 6e                                      | Benito van de Pas, Remco van Eijden, Rick Hofstra, Wesley Harms               |
| 2015 | Kemer        | 4e                                      | Wesley Harms, Richard Veenstra, Jeffrey Sparidaans, Danny Noppert             |
| 2017 | Kobe         | 7e                                      | Wesley Harms, Richard Veenstra, Chris Landman, Willem Mandigers               |
| 2019 | Cluj-Napoca  | Goud                                    | Chris Landman, Martijn Kleermaker, Jeffrey Sparidaans, Luc Peters             |
| 2021 | Esbjerg      | niet gehouden vanwege de coronapandemie | niet gehouden vanwege de coronapandemie                                       |
| 2023 | Esbjerg      | Goud                                    | Wesley Plaisier, Berry van Peer, Jelle Klaasen, Ryan de Vreede                |

## Nederlands vrouwen team en overall klassering
| Jaar | Plaats       | Klassering                              | Team                                                                    |
| ---- | ------------ | --------------------------------------- | ----------------------------------------------------------------------- |
| 1983 | Edinburgh    | 7e                                      | Johanna Schipper, Valerie Maytum                                        |
| 1985 | Brisbane     | -                                       | Niet deelgenomen                                                        |
| 1987 | Kopenhagen   | Zilver                                  | Mia Mevissen, Valerie Maytum                                            |
| 1989 | Toronto      | 12e                                     | Anja Beekmans, Mia Mevissen                                             |
| 1991 | Zandvoort    | 5e                                      | Francis Hoenselaar, Kitty van der Vliet                                 |
| 1993 | Las Vegas    | Zilver                                  | Francis Hoenselaar, Valerie Maytum                                      |
| 1995 | Bazel        | Brons                                   | Francis Hoenselaar, Valerie Maytum                                      |
| 1997 | Perth        | 12e                                     | Karin Krappen, Mieke de Boer                                            |
| 1999 | Durban       | Zilver                                  | Francis Hoenselaar, Kitty van der Vliet                                 |
| 2001 | Kuala Lumpur | Goud                                    | Francis Hoenselaar, Mieke de Boer                                       |
| 2003 | Épinal       | Zilver                                  | Francis Hoenselaar, Karin Krappen                                       |
| 2005 | Perth        | 15e                                     | Francis Hoenselaar, Mieke de Boer                                       |
| 2007 | Rosmalen     | 6e                                      | Francis Hoenselaar, Carla Molema                                        |
| 2009 | Charlotte    | 9e                                      | Francis Hoenselaar, Karin Krappen                                       |
| 2011 | Castlebar    | Brons                                   | Francis Hoenselaar, Karin Krappen                                       |
| 2013 | St. John's   | 10e                                     | Floortje van Zanten, Sharon Prins                                       |
| 2015 | Kemer        | 12e                                     | Karin Krappen, Carla Molema, Rilana Erades, Anca Zijlstra               |
| 2017 | Kobe         | Goud                                    | Aileen de Graaf, Sharon Prins, Anca Zijlstra, Vanessa Zuidema           |
| 2019 | Cluj-Napoca  | 24e                                     | Anita van der Velden, Marjolein Noijens, Anca Zijlstra, Vanessa Zuidema |
| 2021 | Esbjerg      | niet gehouden vanwege de coronapandemie | niet gehouden vanwege de coronapandemie                                 |
| 2023 | Esbjerg      | 6e                                      | Aileen de Graaf, Anca Zijlstra, Noa-Lynn van Leuven, Aletta Wajer       |

## Nine-dart finishes
| Speler       | Jaar | Ronde       | Resultaat | Tegenstander    |
| ------------ | ---- | ----------- | --------- | --------------- |
| Wesley Harms | 2015 | Laatste 128 | Gewonnen  | Markus Korhonen |

## Wereldkampioenen WDF

### Heren overall
| Jaar | Plaats       | Goud                                    | Zilver                                  | Brons                                   |
| ---- | ------------ | --------------------------------------- | --------------------------------------- | --------------------------------------- |
| 1977 | Londen       | Wales                                   | Engeland                                | Ierland                                 |
| 1979 | Las Vegas    | Engeland                                | Verenigde Staten                        | Wales                                   |
| 1981 | Nelson       | Engeland                                | Schotland                               | Nieuw-Zeeland                           |
| 1983 | Edinburgh    | Engeland                                | Schotland                               | Wales                                   |
| 1985 | Brisbane     | Engeland                                | Verenigde Staten                        | Australië                               |
| 1987 | Kopenhagen   | Engeland                                | Canada                                  | Australië                               |
| 1989 | Toronto      | Engeland                                | Canada                                  | Ierland                                 |
| 1991 | Zandvoort    | Engeland                                | Wales                                   | Australië                               |
| 1993 | Las Vegas    | Wales                                   | Engeland                                | Nederland                               |
| 1995 | Bazel        | Engeland                                | Wales                                   | Australië                               |
| 1997 | Perth        | Wales                                   | Engeland                                | Nederland                               |
| 1999 | Durban       | Engeland                                | Wales                                   | Nederland                               |
| 2001 | Kuala Lumpur | Engeland                                | Finland                                 | Zweden                                  |
| 2003 | Épinal       | Engeland                                | Nederland                               | Verenigde Staten                        |
| 2005 | Perth        | Nederland                               | Finland                                 | Engeland                                |
| 2007 | Rosmalen     | Nederland                               | Engeland                                | Wales                                   |
| 2009 | Charlotte    | Nederland                               | Engeland                                | Australië                               |
| 2011 | Castlebar    | Engeland                                | Finland                                 | Zweden                                  |
| 2013 | St. John's   | Engeland                                | Schotland                               | Verenigde Staten                        |
| 2015 | Kemer        | Engeland                                | Wales                                   | Schotland                               |
| 2017 | Kobe         | Australië                               | Canada                                  | Verenigde Staten                        |
| 2019 | Cluj-Napoca  | Nederland                               | Wales                                   | Engeland                                |
| 2021 | Esbjerg      | niet gehouden vanwege de coronapandemie | niet gehouden vanwege de coronapandemie | niet gehouden vanwege de coronapandemie |
| 2023 | Esbjerg      | Nederland                               | Nieuw-Zeeland                           | Schotland                               |

### Heren teams
| Jaar | Plaats       | Winnaars                                                                | Uitslag                                 | Tegenstanders                                                                       |
| ---- | ------------ | ----------------------------------------------------------------------- | --------------------------------------- | ----------------------------------------------------------------------------------- |
| 1977 | Londen       | Wales Leighton Rees Alan Evans David Jones Phil Obbard (reserve)        | 5 – 4                                   | Engeland John Lowe Eric Bristow Tony Brown Cliff Lazarenko (reserve)                |
| 1979 | Las Vegas    | Engeland Eric Bristow John Lowe Tony Brown Bill Lennard                 | 9 – 7                                   | Wales David Jones Alan Thomas Leighton Rees Ceri Morgan                             |
| 1981 | Nelson       | Engeland Eric Bristow John Lowe Tony Brown Cliff Lazarenko              | 9 – 7                                   | Schotland Jocky Wilson Rab Smith Alistair Forrester Angus Ross                      |
| 1983 | Edinburgh    | Engeland Eric Bristow John Lowe Keith Deller Dave Whitcombe             | 9 – 8                                   | Schotland Jocky Wilson Danny Cunningham Harry Patterson Peter Masson                |
| 1985 | Brisbane     | Verenigde Staten Tony Payne Rick Ney John Kramer Dan Valletto           | 9 – 6                                   | Australië Russell Stewart Terry O'Dea Frank Palko Horrie Seden                      |
| 1987 | Kopenhagen   | Engeland Eric Bristow John Lowe Bob Anderson Cliff Lazarenko            | 9 – 8                                   | Noord-Ierland Charlie Maxwell Fred McMullan Louis Doherty Ray Farrell               |
| 1989 | Toronto      | Canada Bob Sinnaeve Rick Bisaro Tony Holyoake Albert Anstey             | 9 – 7                                   | Australië Russell Stewart Wayne Weening Frank Palko Keith Sullivan                  |
| 1991 | Zandvoort    | Engeland Eric Bristow John Lowe Phil Taylor Alan Warriner               | 9 – 7                                   | Wales Leighton Rees Chris Johns Eric Burden Martin Phillips                         |
| 1993 | Las Vegas    | Engeland Steve Beaton Ronnie Baxter Kevin Kenny Dave Askew              | 9 – 3                                   | Wales Eric Burden Sean Palfrey Martin Phillips Ken Thomas                           |
| 1995 | Bazel        | Engeland Steve Beaton Ronnie Baxter Martin Adams Andy Fordham           | 9 – 4                                   | Wales Richie Burnett Sean Palfrey Eric Burden Martin Phillips                       |
| 1997 | Perth        | Wales Eric Burden Marshall James Sean Palfrey Martin Phillips           | 9 – 6                                   | Engeland Martin Adams Ronnie Baxter Steve Beaton Andy Fordham                       |
| 1999 | Durban       | Engeland Martin Adams Ronnie Baxter Andy Fordham Mervyn King            | 9 – 7                                   | Wales Martin Phillips Ritchie Davies Richard Herbert Eric Burden                    |
| 2001 | Kuala Lumpur | Engeland Martin Adams Andy Fordham Mervyn King John Walton              | 9 – 7                                   | Finland Marko Pusa Marko Kantele Jarkko Komula Ulf Ceder                            |
| 2003 | Épinal       | Verenigde Staten Ray Carver John Kuczynski Bill Davis George Walls      | 9 – 7                                   | Nederland Raymond van Barneveld Vincent van der Voort Dick van Dijk Niels de Ruiter |
| 2005 | Perth        | Finland Jarkko Komula Ulf Ceder Marko Pusa Kim Viljanen                 | 9 – 8                                   | Australië Simon Whitlock Tony David Graham Hunt Anthony Fleet                       |
| 2007 | Rosmalen     | Engeland Martin Adams Steve Farmer Tony O'Shea John Walton              | 9 – 8                                   | Nederland Co Stompé Niels de Ruiter Mario Robbe Joey ten Berge                      |
| 2009 | Charlotte    | Nederland Joey ten Berge Willy van de Wiel Frans Harmsen Daniel Brouwer | 9 – 5                                   | Canada Clint Clarkson Bernie Miller Jerry Hull Ken MacNeil                          |
| 2011 | Castlebar    | Engeland Scott Waites Tony O'Shea Martin Atkins Martin Adams            | 9 – 8                                   | Finland Jarkko Komula Sami Sanssi Petri Korte Ulf Ceder                             |
| 2013 | St. John's   | Schotland Ross Montgomery Craig Baxter Gary Stone Alan Soutar           | 9 – 7                                   | Verenigde Staten Gordon Dixon Tom Sawyer Larry Butler Robbie Phillips               |
| 2015 | Kemer        | Engeland Mark McGeeney Jamie Hughes Scott Mitchell Glen Durrant         | 9 – 4                                   | Ierland Benny Grace Sean McGowan David Concannon David O'Connor                     |
| 2017 | Kobe         | Australië Justin Thompson Peter Machin Andrew Townes Raymond Smith      | 9 – 3                                   | Verenigde Staten Tom Sawyer Robbie Phillips Joseph Chaney Billy Squires             |
| 2019 | Cluj-Napoca  | Wales Jim Williams Darren Bingham Arwyn Morris Nick Kenny               | 9 – 7                                   | Hongkong Paul Lim Kai-Fan Leung Royden Lam Hugo Leung                               |
| 2021 | Esbjerg      | niet gehouden vanwege de coronapandemie                                 | niet gehouden vanwege de coronapandemie | niet gehouden vanwege de coronapandemie                                             |
| 2023 | Esbjerg      | Nederland Wesley Plaisier Berry van Peer Jelle Klaasen Ryan de Vreede   | 9 – 7                                   | Engeland Scott Mitchell James Hurrell Reece Colley Jamie Atkins                     |

### Heren dubbels
| Jaar | Plaats       | Winnaars                                              | Uitslag                                 | Tegenstanders                                       |
| ---- | ------------ | ----------------------------------------------------- | --------------------------------------- | --------------------------------------------------- |
| 1977 | Londen       | Engeland Eric Bristow John Lowe                       | 4 – 2                                   | Wales David Jones Phil Obbard                       |
| 1979 | Las Vegas    | Engeland Eric Bristow John Lowe                       | 4 – 1                                   | Engeland Bill Lennard Tony Brown                    |
| 1981 | Nelson       | Engeland Cliff Lazarenko Tony Brown                   | 4 – 0                                   | Engeland Eric Bristow John Lowe                     |
| 1983 | Edinburgh    | Engeland Eric Bristow John Lowe                       | 4 – 2                                   | Schotland Jocky Wilson Danny Cunningham             |
| 1985 | Brisbane     | Engeland Eric Bristow John Lowe                       | 4 – 0                                   | Australië Russell Stewart Frank Palko               |
| 1987 | Kopenhagen   | Engeland Eric Bristow John Lowe                       | 4 – 1                                   | Verenigde Staten Ricky Ney Jerry Umberger           |
| 1989 | Toronto      | Engeland Eric Bristow John Lowe                       | 4 – 2                                   | België Leo Laurens Stephan Eeckelaert               |
| 1991 | Zandvoort    | Australië Keith Sullivan Wayne Weening                | 4 – 2                                   | België Frans Devooght Jean-Marie Dejonghe           |
| 1993 | Las Vegas    | Canada John Part Carl Mercer                          | 4 – 1                                   | Nederland Roland Scholten Raymond van Barneveld     |
| 1995 | Bazel        | Engeland Martin Adams Andy Fordham                    | 4 – 1                                   | Engeland Ronnie Baxter Steve Beaton                 |
| 1997 | Perth        | Wales Sean Palfrey Martin Phillips                    | 4 – 3                                   | Engeland Ronnie Baxter Steve Beaton                 |
| 1999 | Durban       | Wales Ritchie Davies Richard Herbert                  | 4 – 1                                   | Engeland Ronnie Baxter Mervyn King                  |
| 2001 | Kuala Lumpur | Engeland Andy Fordham John Walton                     | 4 – 2                                   | Finland Ulf Ceder Marko Kantele                     |
| 2003 | Épinal       | Engeland Martin Adams Mervyn King                     | 4 – 1                                   | Engeland Andy Fordham Tony O'Shea                   |
| 2005 | Perth        | Nederland Raymond van Barneveld Vincent van der Voort | 4 – 1                                   | Denemarken Per Laursen Brian Sørensen               |
| 2007 | Rosmalen     | Nederland Mario Robbe Joey ten Berge                  | 4 – 2                                   | Finland Marko Kantele Asko Niskala                  |
| 2009 | Charlotte    | Australië Anthony Fleet Geoff Kime                    | 6 – 4                                   | Noord-Ierland Daryl Gurney John Elder               |
| 2011 | Castlebar    | Engeland Martin Adams Tony O'Shea                     | 6 – 4                                   | Zweden Johan Engström Daniel Larsson                |
| 2013 | St. John's   | Engeland Stephen Bunting Tony O'Shea                  | 6 – 0                                   | Zuid-Afrika Christoffel Meiring Mathinus Grobbelaar |
| 2015 | Kemer        | Nederland Wesley Harms Richard Veenstra               | 6 – 3                                   | Engeland Scott Mitchell Mark McGeeney               |
| 2017 | Kobe         | Rusland Boris Koltsov Aleksandr Orechkin              | 6 – 3                                   | Canada Jeff Smith Kiley Edmunds                     |
| 2019 | Cluj-Napoca  | Canada David Cameron Jeff Smith                       | 6 – 2                                   | Engeland Scott Mitchell Daniel Day                  |
| 2021 | Esbjerg      | niet gehouden vanwege de coronapandemie               | niet gehouden vanwege de coronapandemie | niet gehouden vanwege de coronapandemie             |
| 2023 | Esbjerg      | Nieuw-Zeeland Haupai Puha Ben Robb                    | 6 – 2                                   | Schotland Danny Trueman Davie Kirwan                |

### Heren individueel
| Jaar | Plaats       | Winnaar                                 | Uitslag                                 | Tegenstander                            |
| ---- | ------------ | --------------------------------------- | --------------------------------------- | --------------------------------------- |
| 1977 | Londen       | Leighton Rees                           | 4 – 3                                   | Cliff Lazarenko                         |
| 1979 | Las Vegas    | Nicky Virachkul                         | 4 – 3                                   | Ceri Morgan                             |
| 1981 | Nelson       | John Lowe (91,80)                       | 4 – 3                                   | Jocky Wilson (80,10)                    |
| 1983 | Edinburgh    | Eric Bristow                            | 4 – 2                                   | Jocky Wilson                            |
| 1985 | Brisbane     | Eric Bristow                            | 4 – 2                                   | Tony Payne                              |
| 1987 | Kopenhagen   | Eric Bristow                            | 4 – 1                                   | Bob Sinnaeve                            |
| 1989 | Toronto      | Eric Bristow                            | 4 – 0                                   | Jack McKenna                            |
| 1991 | Zandvoort    | John Lowe                               | 6 – 4                                   | Martin Phillips                         |
| 1993 | Las Vegas    | Roland Scholten                         | 4 – 2                                   | Troels Rusel                            |
| 1995 | Bazel        | Martin Adams (95,01)                    | 4 – 1                                   | Eric Burden (89,88)                     |
| 1997 | Perth        | Raymond van Barneveld                   | 4 – 2                                   | Peter Hinkley                           |
| 1999 | Durban       | Raymond van Barneveld                   | 4 – 1                                   | Warren Parry                            |
| 2001 | Kuala Lumpur | Martin Adams                            | 4 – 3                                   | Andy Fordham                            |
| 2003 | Épinal       | Raymond van Barneveld                   | 4 – 3                                   | Ritchie Davies                          |
| 2005 | Perth        | Dick van Dijk                           | 4 – 1                                   | Per Laursen                             |
| 2007 | Rosmalen     | Mark Webster                            | 4 – 0                                   | Robert Wagner                           |
| 2009 | Charlotte    | Tony O'Shea (107,13)                    | 7 – 3                                   | Joey ten Berge (92,07)                  |
| 2011 | Castlebar    | Scott Waites (98,73)                    | 7 – 3                                   | Martin Adams (91,44)                    |
| 2013 | St. John's   | Wesley Harms (94,59)                    | 7 – 6                                   | Stephen Bunting (86,37)                 |
| 2015 | Kemer        | Jim Williams (97,44)                    | 7 – 4                                   | Ross Montgomery (94,68)                 |
| 2017 | Kobe         | Jeff Smith (92,03)                      | 7 – 5                                   | Raymond Smith (88,70)                   |
| 2019 | Cluj-Napoca  | Darren Herewini (87,70)                 | 7 – 6                                   | Peter Machin (86,60)                    |
| 2021 | Esbjerg      | niet gehouden vanwege de coronapandemie | niet gehouden vanwege de coronapandemie | niet gehouden vanwege de coronapandemie |
| 2023 | Esbjerg      | Berry van Peer (88,94)                  | 7 – 3                                   | Frank Bruns (80,54)                     |

### Vrouwen overall
| Jaar | Plaats       | Goud                                    | Zilver                                  | Brons                                   |
| ---- | ------------ | --------------------------------------- | --------------------------------------- | --------------------------------------- |
| 1983 | Edinburgh    | Engeland                                | Verenigde Staten                        | Wales                                   |
| 1985 | Brisbane     | Engeland                                | Schotland                               | Nieuw-Zeeland                           |
| 1987 | Kopenhagen   | Verenigde Staten                        | Nederland                               | Canada                                  |
| 1989 | Toronto      | Engeland                                | Verenigde Staten                        | Australië                               |
| 1991 | Zandvoort    | Nieuw-Zeeland                           | Wales                                   | Australië                               |
| 1993 | Las Vegas    | Verenigde Staten                        | Nederland                               | Engeland                                |
| 1995 | Bazel        | Engeland                                | Nieuw-Zeeland                           | Denemarken                              |
| 1997 | Perth        | Verenigde Staten                        | Nieuw-Zeeland                           | Filipijnen                              |
| 1999 | Durban       | Engeland                                | Nederland                               | Zweden                                  |
| 2001 | Kuala Lumpur | Nederland                               | Zweden                                  | Australië                               |
| 2003 | Épinal       | Engeland                                | Nederland                               | Finland                                 |
| 2005 | Perth        | Engeland                                | Verenigde Staten                        | Japan                                   |
| 2007 | Rosmalen     | Wales                                   | Rusland                                 | Zweden                                  |
| 2009 | Charlotte    | Engeland                                | Verenigde Staten                        | Zweden / Wales                          |
| 2011 | Castlebar    | Engeland                                | Wales                                   | Nederland                               |
| 2013 | St. John's   | Engeland                                | Canada                                  | Duitsland                               |
| 2015 | Kemer        | Engeland                                | Duitsland                               | Ierland                                 |
| 2017 | Kobe         | Nederland                               | Zweden                                  | Rusland                                 |
| 2019 | Cluj-Napoca  | Engeland                                | Japan                                   | Australië                               |
| 2021 | Esbjerg      | niet gehouden vanwege de coronapandemie | niet gehouden vanwege de coronapandemie | niet gehouden vanwege de coronapandemie |
| 2023 | Esbjerg      | Engeland                                | Ierland                                 | Zweden                                  |

### Vrouwen teams
| Jaar | Plaats      | Winnaars                                                               | Uitslag                                 | Tegenstanders                                                             |
| ---- | ----------- | ---------------------------------------------------------------------- | --------------------------------------- | ------------------------------------------------------------------------- |
| 2015 | Kemer       | Engeland Deta Hedman Fallon Sherrock Claire Brookin Lisa Ashton        | 9 – 5                                   | Duitsland Anne Willkomm Steffi Zwitkowitsch Stefanie Lück Irina Armstrong |
| 2017 | Kobe        | Nederland Aileen de Graaf Sharon Prins Anca Zijlstra Vanessa Zuidema   | 9 – 6                                   | Zweden Maud Jansson Vicky Pruim Anna Forsmark Paulina Söderström          |
| 2019 | Cluj-Napoca | Engeland Maria O’Brien Lorraine Winstanley Deta Hedman Fallon Sherrock | 9 – 4                                   | Australië Lorraine Burn Natalie Carter Tori Kewish Barb Smyth             |
| 2021 | Esbjerg     | niet gehouden vanwege de coronapandemie                                | niet gehouden vanwege de coronapandemie | niet gehouden vanwege de coronapandemie                                   |
| 2023 | Esbjerg     | Ierland Robyn Byrne Katie Sheldon Caroline Breen Aoife McCormack       | 9 – 7                                   | Wales Rhian O'Sullivan Eve Watson Alannah Waters-Evans Leanne Topper      |

### Vrouwen dubbels
| Jaar | Plaats       | Winnaars                                       | Uitslag                                 | Tegenstanders                                  |
| ---- | ------------ | ---------------------------------------------- | --------------------------------------- | ---------------------------------------------- |
| 1983 | Edinburgh    | Engeland Maureen Flowers Audrey Derham         | 4 – 3                                   | Canada Rani Gill Stacy Walker                  |
| 1985 | Brisbane     | Engeland Sharon Kemp Linda Batten              | 4 – 3                                   | Schotland Connie McDonald Lynn MacKay          |
| 1987 | Kopenhagen   | Verenigde Staten Kathy Karpowich Kathy Maloney | 4 – 2                                   | Canada Rani Gill Patricia Farrell              |
| 1989 | Toronto      | Engeland Sharon Colclough Sue Edwards          | 4 – 0                                   | Australië Louise Ball Eileen Morton            |
| 1991 | Zandvoort    | Wales Sandra Greatbatch Rhian Speed            | 4 – 1                                   | Nieuw-Zeeland Jannette Jonathan Jill MacDonald |
| 1993 | Las Vegas    | Nederland Valerie Maytum Francis Hoenselaar    | 4 – 3                                   | Engeland Mandy Solomons Sue Talbot             |
| 1995 | Bazel        | Engeland Deta Hedman Mandy Solomons            | 4 – 2                                   | Nieuw-Zeeland Jannette Jonathan Noeline Gear   |
| 1997 | Perth        | Verenigde Staten Stacy Bromberg Lori Verrier   | 4 – 2                                   | Filipijnen Paulita Vilanueva Janice Hinojales  |
| 1999 | Durban       | Engeland Trina Gulliver Apylee Jones           | 4 – 1                                   | Zweden Carina Ekberg Kristina Korpii           |
| 2001 | Kuala Lumpur | Nederland Francis Hoenselaar Mieke de Boer     | 4 – 2                                   | Zweden Carina Ekberg Kristina Korpii           |
| 2003 | Épinal       | Engeland Trina Gulliver Clare Bywaters         | 4 – 2                                   | Nederland Francis Hoenselaar Karin Krappen     |
| 2005 | Perth        | Engeland Trina Gulliver Clare Bywaters         | 4 – 3                                   | Verenigde Staten Stacy Bromberg Marilyn Popp   |
| 2007 | Rosmalen     | Rusland Anastasia Dobromyslova Irina Armstrong | 4 – 2                                   | Zweden Carina Ekberg Maud Jansson              |
| 2009 | Charlotte    | Engeland Karen Lawman Lisa Ashton              | 6 – 2                                   | Zweden Carina Ekberg Maud Jansson              |
| 2011 | Castlebar    | Engeland Trina Gulliver Deta Hedman            | 6 – 5                                   | Nederland Francis Hoenselaar Karin Krappen     |
| 2013 | St. John's   | Engeland Trina Gulliver Deta Hedman            | 6 – 1                                   | Canada Cindy Hayhurst Dianne Gobeil            |
| 2015 | Kemer        | Engeland Lisa Ashton Claire Brookin            | 6 – 4                                   | Engeland Deta Hedman Fallon Sherrock           |
| 2017 | Kobe         | Rusland Anastasia Dobromyslova Marina Kononova | 6 – 1                                   | Ierland Robyn Byrne Caroline Breen             |
| 2019 | Cluj-Napoca  | Japan Mikuru Suzuki Mayumi Ouchi               | 6 – 1                                   | Tsjechië Jitka Cisarova Alena Gregurkova       |
| 2021 | Esbjerg      | niet gehouden vanwege de coronapandemie        | niet gehouden vanwege de coronapandemie | niet gehouden vanwege de coronapandemie        |
| 2023 | Esbjerg      | Engeland Beau Greaves Deta Hedman              | 6 – 1                                   | Finland Kirsi Viinikainen Sari Sauvola         |

### Vrouwen individueel
| Jaar | Plaats       | Winnaar                                 | Uitslag                                 | Tegenstander                            |
| ---- | ------------ | --------------------------------------- | --------------------------------------- | --------------------------------------- |
| 1983 | Edinburgh    | Sandy Reitan                            | 4 – 3                                   | Sandra Lee                              |
| 1985 | Brisbane     | Linda Batten                            | 4 – 3                                   | Lottie Charlcroft                       |
| 1987 | Kopenhagen   | Valerie Maytum                          | 4 – 0                                   | Kathy Maloney                           |
| 1989 | Toronto      | Eva Grigsby                             | 4 – 2                                   | Sharon Colclough                        |
| 1991 | Zandvoort    | Jill MacDonald                          | 4 – 1                                   | Charmaine Barney                        |
| 1993 | Las Vegas    | Kathy Maloney                           | 4 – 2                                   | Stacy Bromberg                          |
| 1995 | Bazel        | Mandy Solomons (70,62)                  | 4 – 3                                   | Francis Hoenselaar (66,18)              |
| 1997 | Perth        | Noeline Gear                            | 4 – 0                                   | Denise Cassidy                          |
| 1999 | Durban       | Trina Gulliver                          | 4 – 3                                   | Francis Hoenselaar                      |
| 2001 | Kuala Lumpur | Francis Hoenselaar                      | 4 – 2                                   | Mieke de Boer                           |
| 2003 | Épinal       | Trina Gulliver                          | 4 – 0                                   | Carina Ekberg                           |
| 2005 | Perth        | Clare Bywaters                          | 4 – 3                                   | Trina Gulliver                          |
| 2007 | Rosmalen     | Jan Robbins                             | 4 – 2                                   | Julie Gore                              |
| 2009 | Charlotte    | Stacy Bromberg (75,99)                  | 7 – 3                                   | Julie Gore (71,04)                      |
| 2011 | Castlebar    | Trina Gulliver                          | 7 – 6                                   | Julie Gore                              |
| 2013 | St. John's   | Deta Hedman                             | 7 – 5                                   | Irina Armstrong                         |
| 2015 | Kemer        | Lisa Ashton (87,00)                     | 7 – 6                                   | Deta Hedman (86,76)                     |
| 2017 | Kobe         | Vicky Pruim (75,05)                     | 7 – 6                                   | Sharon Prins (72,58)                    |
| 2019 | Cluj-Napoca  | Mikuru Suzuki (70,60)                   | 7 – 3                                   | Deta Hedman (70,50)                     |
| 2021 | Esbjerg      | niet gehouden vanwege de coronapandemie | niet gehouden vanwege de coronapandemie | niet gehouden vanwege de coronapandemie |
| 2023 | Esbjerg      | Beau Greaves (86,83)                    | 7 – 5                                   | Deta Hedman (79,18)                     |

### Jeugd overall
| Jaar | Plaats       | Goud                                    | Zilver                                  | Brons                                   |
| ---- | ------------ | --------------------------------------- | --------------------------------------- | --------------------------------------- |
| 1999 | Durban       | Australië                               | Finland                                 | België                                  |
| 2001 | Kuala Lumpur | Zweden                                  | Engeland                                | Australië                               |
| 2003 | Épinal       | Australië                               | Nederland                               | Engeland                                |
| 2005 | Perth        | Nederland                               | Engeland                                | Zuid-Afrika                             |
| 2007 | Rosmalen     | Nederland                               | Engeland                                | Australië                               |
| 2009 | Charlotte    | Finland                                 | Wales                                   | Ierland                                 |
| 2011 | Castlebar    | Engeland                                | Duitsland                               | Nederland                               |
| 2013 | St. John's   | Australië                               | Engeland                                | Canada                                  |
| 2015 | Kemer        | Nederland                               | Duitsland                               | Engeland                                |
| 2017 | Kobe         | Nederland                               | Iran                                    | Ierland                                 |
| 2019 | Cluj-Napoca  | Engeland                                | Tsjechië                                | Schotland                               |
| 2021 | Esbjerg      | niet gehouden vanwege de coronapandemie | niet gehouden vanwege de coronapandemie | niet gehouden vanwege de coronapandemie |
| 2023 | Esbjerg      | Engeland                                | Ierland                                 | Australië                               |

### Jeugd individueel - Jongens
| Jaar | Plaats       | Winnaar                                 | Uitslag                                 | Tegenstander                            |
| ---- | ------------ | --------------------------------------- | --------------------------------------- | --------------------------------------- |
| 1999 | Durban       | Kim Viljanen                            | 2 – 0                                   | Sascha Steinbusch                       |
| 2001 | Kuala Lumpur | Stephen Bunting                         | 3 – 1                                   | Markus Korhonen                         |
| 2003 | Épinal       | Jerry Hendriks                          | 3 – 0                                   | Richard Dunlop                          |
| 2005 | Perth        | Jonny Nijs                              | 3 – 1                                   | Ross Smith                              |
| 2007 | Rosmalen     | Tibor Tax                               | 3 – 1                                   | Maarten Pape                            |
| 2009 | Charlotte    | Jamie Lewis                             | 6 – 4                                   | Tuomas Tikka                            |
| 2011 | Castlebar    | Jimmy Hendriks                          | 6 – 4                                   | Max Hopp                                |
| 2013 | St. John's   | Jamie Rundle                            | 6 – 0                                   | Quin Wester                             |
| 2015 | Kemer        | Maikel Verberk                          | 6 – 3                                   | Rusty-Jake Rodriguez                    |
| 2017 | Kobe         | Justin van Tergouw                      | 6 – 3                                   | Wessel Nijman                           |
| 2019 | Cluj-Napoca  | Keelan Kay                              | 6 – 3                                   | Mehrdad Seyfi                           |
| 2021 | Esbjerg      | niet gehouden vanwege de coronapandemie | niet gehouden vanwege de coronapandemie | niet gehouden vanwege de coronapandemie |
| 2023 | Esbjerg      | Jenson Walker                           | 6 – 5                                   | Yorick Hofkens                          |

### Jeugd dubbels - Jongens
| Jaar | Plaats      | Winnaar                                     | Uitslag                                 | Tegenstander                                 |
| ---- | ----------- | ------------------------------------------- | --------------------------------------- | -------------------------------------------- |
| 2015 | Kemer       | Nederland Maikel Verberk Justin van Tergouw | 6 – 2                                   | Duitsland Nico Schlund Kevin Troppmann       |
| 2017 | Kobe        | Nederland Justin van Tergouw Wessel Nijman  | 6 – 1                                   | Ierland Keane Barry Killian Heffernan        |
| 2019 | Cluj-Napoca | Engeland Brad Phillips Keelan Kay           | 6 – 4                                   | Tsjechië Tomas Houdek Vilem Sedivy           |
| 2021 | Esbjerg     | niet gehouden vanwege de coronapandemie     | niet gehouden vanwege de coronapandemie | niet gehouden vanwege de coronapandemie      |
| 2023 | Esbjerg     | Engeland Thomas Banks Jenson Walker         | 5 – 1                                   | Duitsland Yorick Hofkens Alexander Steinmetz |

### Jeugd individueel - Meisjes
| Jaar | Plaats       | Winnaar                                 | Uitslag                                 | Tegenstander                            |
| ---- | ------------ | --------------------------------------- | --------------------------------------- | --------------------------------------- |
| 1999 | Durban       | Harrena Williamson                      | 2 – 0                                   | Franka Funk                             |
| 2001 | Kuala Lumpur | Venus Johnson                           | 3 – 0                                   | Melody Unger                            |
| 2003 | Épinal       | Kate Dando                              | 3 – 2                                   | Shunet Luke                             |
| 2005 | Perth        | Carla Molema                            | 3 – 2                                   | Tanya Thomas                            |
| 2007 | Rosmalen     | Linda Odén                              | 3 – 0                                   | Harriet Wolton                          |
| 2009 | Charlotte    | Aliisa Koskivirta                       | 6 – 5                                   | Zoe Jones                               |
| 2011 | Castlebar    | Fallon Sherrock                         | 6 – 0                                   | Courtney Mulder                         |
| 2013 | St. John's   | Casey Callagher                         | 6 – 3                                   | Tiarna Smith                            |
| 2015 | Kemer        | Tayla Carolissen                        | 6 – 1                                   | Christina Schuler                       |
| 2017 | Kobe         | Deniz Hashtbaran                        | 6 – 4                                   | Katie Sheldon                           |
| 2019 | Cluj-Napoca  | Beau Greaves                            | 6 – 4                                   | Katie Sheldon                           |
| 2021 | Esbjerg      | niet gehouden vanwege de coronapandemie | niet gehouden vanwege de coronapandemie | niet gehouden vanwege de coronapandemie |
| 2023 | Esbjerg      | Paige Pauling                           | 5 – 2                                   | Rebecca Allen                           |

### Jeugd dubbels - Meisjes
| Jaar | Plaats      | Winnaar                                 | Uitslag                                 | Tegenstander                               |
| ---- | ----------- | --------------------------------------- | --------------------------------------- | ------------------------------------------ |
| 2015 | Kemer       | Duitsland Christina Schuler Nina Puls   | 6 – 4                                   | Nederland Kyana Frauenfelder Layla Brussel |
| 2017 | Kobe        | Iran Deniz Hashtbaran Mahshad Avazzadeh | 6 – 5                                   | Nederland Lerena Rietbergen Layla Brussel  |
| 2019 | Cluj-Napoca | Engeland Beau Greaves Shannon Reeves    | 6 – 5                                   | Schotland Sophie McKinlay Chloe O'Brien    |
| 2021 | Esbjerg     | niet gehouden vanwege de coronapandemie | niet gehouden vanwege de coronapandemie | niet gehouden vanwege de coronapandemie    |
| 2023 | Esbjerg     | Engeland Paige Pauling Hannah Meek      | 4 – 0                                   | Schotland Sophie McKinlay Holly Frew       |

### Jeugd mixed dubbels
| Jaar | Plaats       | Winnaar                                     | Uitslag                                 | Tegenstander                              |
| ---- | ------------ | ------------------------------------------- | --------------------------------------- | ----------------------------------------- |
| 1999 | Durban       | Australië Beau Anderson Harrena Williamson  | 2 – 1                                   | Finland Kim Viljanen Jenni Janeskalio     |
| 2001 | Kuala Lumpur | Zweden Markus Korhonen Johanna Ehn          | 3 – 0                                   | Duitsland Michael Karkoska Nicole Outhues |
| 2003 | Épinal       | Australië Kyle Anderson Kathleen Logue      | 3 – 2                                   | Zweden Oskar Lukasiak Marie Fogde         |
| 2005 | Perth        | Nederland Jonny Nijs Carla Molema           | 3 – 2                                   | Zuid-Afrika Roman Ariafdien Tanya Thomas  |
| 2007 | Rosmalen     | Nederland Maarten Pape Thea Kaaijk          | 3 – 0                                   | Australië Mitchell Clegg Brie Peters      |
| 2009 | Charlotte    | Finland Tuomas Tikka Aliisa Koskivirta      | 6 – 4                                   | Ierland Patrick Meaney Aoife Ryan         |
| 2011 | Castlebar    | Engeland Jake Jones Fallon Sherrock         | 6 – 3                                   | Duitsland Max Hopp Ann-Kathrin Wigmann    |
| 2013 | St. John's   | Canada Dawson Murschell Alicia Looker       | 6 – 4                                   | Australië Jamie Rundle Tiarna Smith       |
| 2015 | Kemer        | Nederland Maikel Verberk Kyana Frauenfelder | 6 – 1                                   | Engeland Chris Gower Danielle Ashton      |
| 2017 | Kobe         | Nederland Justin van Tergouw Layla Brussel  | 6 – 4                                   | Nederland Wessel Nijman Lerena Rietbergen |
| 2019 | Cluj-Napoca  | Tsjechië Tomas Houdek Anna Votavova         | 6 – 2                                   | Tsjechië Vilem Sedivy Denisa Feklova      |
| 2021 | Esbjerg      | niet gehouden vanwege de coronapandemie     | niet gehouden vanwege de coronapandemie | niet gehouden vanwege de coronapandemie   |
| 2023 | Esbjerg      | Engeland Thomas Banks Paige Pauling         | 5 – 0                                   | Engeland Jenson Walker Hannah Meek        |